# Marlborough (region)
Marlborough (maor. Tauihu) – region administracyjny na nowozelandzkiej Wyspie Południowej. Populacja wynosi 43 416 mieszkańców (2013). Głównym miastem jest Blenheim.